# Uistiti
Uistiti (Callithrix) – rodzaj ssaków naczelnych z rodziny pazurkowcowatych (Callitrichidae).

## Rozmieszczenie geograficzne
Rodzaj obejmuje gatunki występujące endemicznie w Brazylii.

## Morfologia
Długość ciała 16–33 cm, ogona 24–35 cm; masa ciała 180–450 g.

## Systematyka
Rodzaj zdefiniował w 1777 roku niemiecki przyrodnik Johann Christian Polycarp Erxleben w książce swojego autorstwa poświęconej systematyce królestwa zwierząt. Erxleben wymienił kilka gatunków – Simia Jacchus Linnaeus, 1758, Simia argentata Linnaeus, 1771, Simia Jacchus Linnaeus, 1758, Simia Rosalia Linnaeus, 1766, Simia Midas Linnaeus, 1758, Simia Oedipus Linnaeus, 1758 i Simia Pithecia Linnaeus, 1766 – z których gatunkiem typowym jest (linneuszowska tautonimia) Simia Jacchus Linnaeus, 1758 (uistiti białoucha).

### Etymologia
- Callithrix (Callitrix, Calletrix, Callitriche): gr. καλλιθριξ kallithrix ‘z pięknymi włosami’, od καλλος kallos ‘piękno’, od καλος kalos ‘piękny’; θριξ thrix, τριχος trikhos ‘włos’[26].
- Sagoinus (Sagouin, Saguin, Sagoin, Saguinus): fr. sagouin ‘pazurczatka’, być może od brazylijskiej, lokalnej nazwy sahui, używanej niedaleko Bahia[27]. Gatunek typowy: Kerr wymienił kilka gatunków – Simia Jacchus Linnaeus, 1758, Simia argentata Linnaeus, 1771, Simia Rosalia Linnaeus, 1766, Simia Midas Linnaeus, 1758, Simia Oedipus Linnaeus, 1758 i Simia Pithecia Linnaeus, 1766 – z których gatunkiem typowym jest (późniejsze oznaczenie)[28] jest Simia jacchus Linnaeus, 1758.
- Hapale (Harpale, Hapales): gr. ἁπαλος hapalos ‘delikatny, miękki’[29]. Gatunek typowy: Illiger wymienił kilka gatunków – Simia Jacchus Linnaeus, 1758, Simia Rosalia Linnaeus, 1766 i Simia Midas Linnaeus, 1758 – z których gatunkiem typowym jest (późniejsze oznaczenie)[28] Simia Jacchus Linnaeus, 1758.
- Jacchus (Iacchus, Jaccus, Jachus): być może zlatynizowana forma ‘jocko’, zwyczajowej nazwy stosowanej na określenie małpy[30]. Gatunek typowy (absolutna tautonimia): Jacchus vulgaris É. Geoffroy Saint-Hilaire, 1812 (= Simia jacchus Linnaeus, 1758).
- Arctopithecus (Antopithecus, Anthopithecus): gr. αρκτος arktos „niedźwiedź”; πιθηκος pithēkos „małpa”[31].
- Ouistitis (Cuistitis): rodzima, południowoamerykańska dźwiękonaśladowcza nazwa Ouistiti dla uistiti[32]. Gatunek typowy: Burnett wymienił dwa gatunki – Simia Jacchus Linnaeus, 1758 i Simia argentata Linnaeus, 1771 – z których gatunkiem typowym jest (późniejsze oznaczenie)[33] Simia Jacchus Linnaeus, 1758.

### Podział systematyczny
Do rodzaju należą następujące gatunki:
| Grafika | Gatunek                | Autor i rok opisu                 | Nazwa zwyczajowa    | Podgatunki         | Rozmieszczenie geograficzne | Podstawowe wymiary                         | Status IUCN |
| ------- | ---------------------- | --------------------------------- | ------------------- | ------------------ | --- | ------------------------------------------ | ----------- |
|         | Callithrix aurita      | (É. Geoffroy Saint-Hilaire, 1812) | uistiti złocista    | gatunek monotypowy | Minas Gerais (na północ do Parque Estadual do Rio Doce), Rio de Janeiro i São Paulo; zakres wysokości: do 1200 m n.p.m.                                             | DC: 19–25 cm DO: 27–35 cm MC: 400–450 g    | EN          |
|         | Callithrix flaviceps   | (O. Thomas, 1903)                 | uistiti żółtogłowa  | gatunek monotypowy | na południe od rzeki Rio Doce do Sierra da Mantiqueira (południowe Espírito Santo i Minas Gerais), być może Rio de Janeiro; zakres wysokości: 270–1800 m n.p.m.     | DC: 22–25 cm DO: 30–35 cm MC: około 400 g  | CR          |
|         | Callithrix geoffroyi   | (Humboldt, 1812)                  | uistiti białoczelna | gatunek monotypowy | na południe od rzeki Jequitinhonha i rzeki Araçuaí (Espírito Santo, wschodnie Minas Gerais, do pobliża granicy z Rio de Janeiro); zakres wysokości: do 500 m n.p.m. | DC: 18–23 cm DO: około 29 cm MC: 190–350 g | LC          |
|         | Callithrix kuhlii      | Coimbra-Filho, 1985               | uistiti czarnoucha  | gatunek monotypowy | między rzeką de Contas i rzeką Jequitinhonha (południowa Bahia i północno-wschodnia końcówka Minas Gerais)                                                          | DC: 20–23 cm DO: 29–33 cm MC: 350–400 g    | VU          |
|         | Callithrix penicillata | (É. Geoffroy Saint-Hilaire, 1812) | uistiti czarnoczuba | gatunek monotypowy | na wschód od rzeki Araguaia, południowe Maranhão i Bahia na południe do północno-wschodniego Mato Grosso do Sul i północnego São Paulo                              | DC: 20–23 cm DO: 29–33 cm MC: 180–225 g    | LC          |
|         | Callithrix jacchus     | (Linnaeus, 1758)                  | uistiti białoucha   | gatunek monotypowy | na wschód od Maranhão (co najmniej od rzeki Parnaiba) i prawdopodobnie północno-wschodnie Tocantins, na południe do północnej Bahii                                 | DC: 16–21 cm DO: 24–31 cm MC: 318–322 g    | LC          |

Kategorie IUCN:  LC  – gatunek najmniejszej troski,  VU  – gatunek narażony,  EN  – gatunek zagrożony,  CR  – gatunek krytycznie zagrożony.